# Cinquante Nuances de Grey
Cet article concerne le roman d'E. L. James. Pour le film de Sam Taylor-Wood, voir Cinquante Nuances de Grey.
Cet article possède des paronymes, voir 14 Shades of Grey et 50 nuances de Grecs.
Pour les articles homonymes, voir Grey.
Cinquante Nuances de Grey (titre original : Fifty Shades of Grey) est une romance érotique écrite par la romancière britannique E. L. James.
Le livre est d'abord connu par son auto-publication sur le site internet de l'auteur puis sur le site internet The Writers' Coffee Shop, qui le propose à l'impression à la demande en mai 2011 ; l'éditeur Vintage Books le publie en édition papier dans une version révisée en avril 2012.
Il s'agit du premier tome d'une trilogie, suivi par Cinquante Nuances plus sombres (Fifty Shades Darker) et Cinquante Nuances plus claires (Fifty Shades Freed). La série de livres donne naissance à une série de films, intitulée Cinquante Nuances.
Se déroulant essentiellement à Seattle, cette trilogie, vendue à plus de 125 millions d'exemplaires dans le monde, retrace la relation entre une jeune diplômée en littérature, Anastasia Steele, et un homme d'affaires, Christian Grey. Il contient des scènes explicitement érotiques mettant en vedette des éléments de pratiques sexuelles impliquant la servitude, la discipline et différentes déclinaisons du sadisme et de l'initiation à la soumission sexuelle menant, peut-être, au masochisme.
Le titre anglais original est à double sens, « Grey » faisant à la fois référence à l'un des deux héros et à la couleur grise. « Shade », traduit en français par le terme neutre « nuances », peut par ailleurs avoir la connotation plus sombre « d'ombre ».

## Résumé
Anastasia Steele accepte de remplacer sa colocataire malade, Katherine, pour interviewer l'homme d'affaires et milliardaire Christian Grey. Jeune PDG séduisant et mystérieux, ce dernier l'intimide. À sa grande surprise, il vient la voir au magasin où elle travaille, prétextant des achats. Très attirée par lui, elle se verra rapidement devenir sa soumise. Pour cela un contrat va être rédigé pour permettre de définir les règles de ce jeu dangereux. Cependant, ce contrat devient souvent un sujet tabou et sera changé sans cesse.
À mesure que leur relation progresse, la jeune et innocente Ana est confrontée à un tout nouvel univers aux côtés du riche homme d'affaires et elle doit alors décider si elle est prête ou non à y entrer.

## Grey
Le 1er juin 2015, E. L. James annonce sur sa page Twitter la sortie du quatrième tome de la saga, intitulé Grey. Ce livre raconte l'histoire du premier tome du point de vue du célèbre milliardaire. La version anglaise est sortie le 18 juin 2015 (jour de l'anniversaire de Christian). Initialement prévue le 10 septembre 2015 en France (anniversaire d'Anastasia Steele), la date a été avancée de 6 semaines après le vol du manuscrit soit le 28 juillet 2015.

## Contexte
La trilogie Cinquante Nuances de Grey a d'abord été une fanfiction basée sur l'univers de Twilight et s'appelait à l'origine Master of the Universe. James la publiait petit à petit sous le pseudo « Snowqueen's Icedragon » sur différents sites de fanfiction. Les personnages centraux étaient à l'origine Edward Cullen et Bella Swan, issus de Twilight de Stephenie Meyer. Le roman est alors considéré comme une romance érotique.
Après avoir reçu des avertissements concernant le contenu explicitement sexuel du texte, James a supprimé l'histoire de ces sites et l'a publiée sur son propre site, FiftyShades.com. C'est plus tard qu'elle modifie Master of the Universe pour en faire une histoire à part entière, en renommant les personnages Christian Grey et Anastasia Steele et en supprimant le texte de son site en prévision de la publication.

## Personnages
- Anastasia Steele : jeune diplômée en littérature âgée de 21 ans, brune aux yeux bleus, elle n'a jamais eu de relation amoureuse. Son père biologique est mort peu de temps après sa naissance. Son enfance a été marquée par les nombreux remariages de sa mère.
- Christian Grey : adopté à l'âge de 4 ans, Christian a fondé la société Grey Enterprises Holding Inc. dont il est le PDG. Sa mère était une prostituée et une droguée. Elle est morte d'une overdose. À 27 ans, il est un homme profondément tourmenté qui ne supporte pas les gestes d'affection à son égard.
- Jason Taylor : garde du corps, chauffeur et chef de la sécurité de Christian.
- Katherine Kavanagh : meilleure amie d'Anastasia et étudiante en journalisme. Elle sera toujours un soutien pour Ana.
- Elliot Grey : frère adoptif de Christian, il deviendra rapidement le petit copain de Katherine.
- Mia Grey : sœur adoptive de Christian Grey, elle a le même âge qu'Anastasia.
- José Rodriguez : très bon ami d'Ana, étudiant et photographe. Il est également amoureux d'elle.
- Elena Lincoln : meilleure amie de Christian Grey, elle est d'abord une amie de la mère de celui-ci. Maîtresse et dominatrice de Christian Grey, elle l'a initié aux pratiques sexuelles BDSM.
- Dr Flynn : psychologue/psychiatre de Christian Grey.
- Grace Trevelyan Grey : mère adoptive de Christian, Elliot et Mia. Elle est pédiatre.
- Carrick Grey : père adoptif de Christian, Elliot et Mia. Il est avocat.
- Carla Adams : mère d'Anastasia, vivant avec son quatrième mari Bob Adams, beau père d'Ana.
- Raymond Steele (Ray) : premier beau-père d'Anastasia, il est celui qu'elle considère comme son père à la suite des remariages de sa mère. Elle a vécu avec lui quand elle était lycéenne à Montesano.
- M. Clayton : Propriétaire du magasin Clayton's.
- Paul Clayton : Frère du propriétaire du magasin Clayton's, M. Clayton.
- Mme Clayton : Femme de M. Clayton.
- Mme Jones : Femme de ménage, cuisinière de Christian. Elle est aussi la compagne de Jason Taylor.

## Accueil

### Un accueil critique réservé
L'accueil des critiques et des lecteurs va de mitigé à négatif.
La plupart s'accordent sur l'absence de qualités littéraires du texte,,, et sur la grande faiblesse psychologique des personnages qualifiés d'ectoplasmes par certains critiques. Certaines trouvent toutefois le livre plutôt agréable à lire.
En France, le livre a surtout attiré l'attention pour son côté supposément pornographique et, plus précisément, pornographique à l'usage d'un lectorat féminin, ce que l'auteur récuse et condamne,. En réplique à la comparaison avec d'autres romans érotiques évoqués par les journalistes et critiques littéraires, E. L. James rappelle fermement que « les récits du marquis de Sade ne sont pas des histoires d’amour. Mon roman est une histoire d’amour ». Pour elle, Histoire d'O « n’est pas une histoire d’amour. (...) C’est un livre brutal sur une femme totalement maltraitée. ». De même, l'éditeur français confirme qu'il s'agit « avant tout d'un roman d'amour ».
Selon une étude réalisée en 2014 par des psychologues de l'Université du Michigan, la trilogie délivrerait un message subliminal sous-jacent selon lequel l'héroïne, Anastasia, accepte volontairement la violence conjugale qu'elle subit dans ses relations avec son partenaire : outre la banalisation de cette violence dans le couple, le récit mettrait en scène une victime soumise, sujette au syndrome de Stockholm, selon lequel les victimes finissent par comprendre les motivations de leurs agresseurs et les intégrer.

### Succès international
Roman auto-édité sur Internet, à l'origine, Cinquante Nuances de Grey est découvert et publié par Vintage Books et connaît un immense succès marchand : en dix-huit mois, 40 millions d'exemplaires sont vendus, surtout aux États-Unis et au Royaume-Uni. Pendant 37 semaines, il est premier du classement des meilleures ventes de livres publié par le New York Times. Si le public est essentiellement féminin, 20 % des acheteurs aux États-Unis au premier semestre 2012 sont des hommes. En Italie, le succès atteint plus de 900 000 exemplaires vendus et 1,28 million en Australie.

### En France
En France, l'éditeur JC Lattès achète les droits de publication à un prix élevé et fixe le seuil de rentabilité à 360 000 exemplaires.
La parution, le 17 octobre 2012, se fait sur la base d'un tirage de 550 000 exemplaires, dont 350 000 sont mis en place en librairie dès le premier jour. Le 11 décembre 2012, l'éditeur annonce que 400 300 romans se sont écoulés depuis sa sortie et table sur 450 000 exemplaires vendus à la fin de l'année 2012.
Pour faire face aux éditeurs concurrents qui espèrent profiter du succès du roman, JC Lattès dépose en France la marque « cinquante nuances ». L'éditeur cherche en effet à développer le genre « new romance » (terme français correspondant au « mummy porn » américain, dit aussi mommy porn ou mom porn, littéralement le porno pour mère de famille), mélange de chick lit et d'érotisme soft, avec des auteurs américains comme Anna Todd ou français comme Jane Devreaux,.
Après la lecture du livre, des personnes auraient tenté d'imiter la sexualité de Christian Grey, notamment dans les pratiques sado-masochiste. En 2018, Decathlon avait noté une augmentation inhabituelle de ses ventes de cravaches. Un magasin Ikea a lui interprété la "chambre rouge" du héros du livre.

### Récompenses
En 2012, Cinquante Nuances de Grey remporte le National Book Award dans la catégorie « fiction populaire »,.

## SérieCinquante Nuances
1. Cinquante Nuances de Grey, Jean-Claude Lattès, 2012 ((en) Fifty Shades of Grey, Vintage Books, 2012), trad. Denyse Beaulieu  (ISBN 978-2-7096-4252-1)
2. Cinquante Nuances plus sombres, Jean-Claude Lattès, 2013 ((en) Fifty Shades Darker, Vintage Books, 2012), trad. Aurélie Tronchet  (ISBN 978-2-7096-4253-8)
3. Cinquante Nuances plus claires, Jean-Claude Lattès, 2013 ((en) Fifty Shades Freed, Vintage Books, 2012), trad. Denyse Beaulieu  (ISBN 978-2-7096-4254-5)
4. Grey, Jean-Claude Lattès, 2015 ((en) Grey, Vintage Books, 2015), trad. Denyse Beaulieu, Dominique Defert et Carole Delporte  (ISBN 978-2-7096-5056-4)
5. Darker, Jean-Claude Lattès, 2017 ((en) Darker, Vintage Books, 2017), trad. Denyse Beaulieu, Dominique Defert et Carole Delporte  (ISBN 978-2-7096-6178-2)
6. More Grey, Jean-Claude Lattès, 2021 ((en) Freed, Vintage Books, 2021), trad. Denyse Beaulieu, Dominique Defert et Carole Delporte  (ISBN 978-2-7096-6932-0)

La série est disponible en livre audio, lu par Séverine Cayron, aux éditions Audiolib.

## Éditions
- E. L. James, Fifty Shades of Grey, Vintage Books, 2012, 528 p.  (ISBN 978-0345803481)
- E. L. James, Cinquante Nuances de Grey, Jean-Claude Lattès, 2012, trad. Denyse Beaulieu, 560 p.  (ISBN 978-2-709-64252-1)
- E. L. James, Cinquante Nuances de Grey, Le Livre de poche, 2014, trad. Denyse Beaulieu, 672 p.  (ISBN 978-2-253-17650-3)

## Produits dérivés

### Bande originale
En France, le lancement s'accompagne d'une BOL, une « bande originale du livre », compilation des morceaux de musique classique cités dans les trois volumes, et publiée par la maison de disques EMI, d'un guide pratique, Le Décodeur de 50 nuances de Grey avec 20 jeux sensuels pour pimenter votre vie de couple, dans la collection « Le Petit Livre de », aux éditions First, ainsi que la sortie de 50 nuances de plaisir, guide d’éducation sexuelle reprenant les différentes positions décrites dans le livre, et publié par les Éditions Larousse.

### Sextoys
L'auteur a travaillé avec un fabricant de sextoys pour éditer une gamme d'après ceux mentionnés dans le roman. La commercialisation est lancée en novembre 2012. Selon E.L. James : « cette gamme est ce que j'ai toujours imaginé pendant que j'écrivais Fifty Shades of Grey, je suis tellement excitée que les jouets que j'ai décrits dans les livres soient venus à la vie et puissent maintenant être appréciés dans le monde entier. »

### Jeu de société
Elle a également vendu les droits de sa romance à Imagination Games, une société australienne, pour commercialiser un jeu de société intitulé Fifty Shades of Grey - Party Game.

### Adaptation cinématographique
En 2012, Universal Pictures achète les droits pour 5 millions de dollars. Plusieurs acteurs dont Charlie Hunnam ont été pressentis pour le rôle de Christian Grey mais c'est finalement Jamie Dornan qui tiendra le rôle. C'est Dakota Johnson qui incarne Anastasia Steele.

### Pastiches
Le succès du roman est aussi l'occasion de la publication de pastiches dont :
- Fifty Shames of Earl Grey (en référence au nom du thé Twinings que boit Anastasia tout au long des livres) par Andrew Shaffer, Da Capo Press[35]
- Quarante-neuf nuances de Loulou par Rossella Calabro, Éditions Albin Michel, 2013
- Les 50 ménagères de Gray par James Lee, Éditions City, 2013

Au théâtre, SPANK! The Fifty Shades Parody, une parodie sous forme de pièce musicale est créée au Canada et reprise en France sous le titre de 50 et des nuances, au Théâtre Le Palace (Paris) dans une mise en scène de Ned Grujic avec dans le rôle principal féminin Mathilde Hennekinne.
En musique, le clip de Nuances d'engrais : it is about entertainment.